# EPrix van Mexico-Stad 2017
De ePrix van Mexico-Stad 2017 werd gehouden op 1 april 2017 op het Autódromo Hermanos Rodríguez. Het was de vierde race van het seizoen.
De race werd gewonnen door Lucas di Grassi voor het team ABT Schaeffler Audi Sport na een riskante strategie waarbij hij zeven ronden eerder van auto wisselde dan alle andere coureurs. Jean-Éric Vergne behaalde een tweede plaats voor zijn team Techeetah en DS Virgin Racing-coureur Sam Bird maakte het podium compleet.

## Kwalificatie
| Pos                 | No | Coureur                | Team                           | Q1       | Q2       | Grid |
| ------------------- | -- | ---------------------- | ------------------------------ | -------- | -------- | ---- |
| 1                   | 66 | Daniel Abt             | ABT Schaeffler Audi Sport      | 1:02.765 | 1:02.711 | 18   |
| 2                   | 88 | Oliver Turvey          | NextEV NIO                     | 1:02.712 | 1:02.863 | 1    |
| 3                   | 5  | Maro Engel             | Venturi Formula E Team         | 1:02.974 | 1:03.045 | 12   |
| 4                   | 37 | José María López       | DS Virgin Racing               | 1:02.831 | 1:03.072 | 2    |
| 5                   | 25 | Jean-Éric Vergne       | Techeetah                      | 1:02.983 | 1:03.202 | 3    |
| 6                   | 23 | Nick Heidfeld          | Mahindra Racing Formula E Team | 1:03.022 |          | 4    |
| 7                   | 2  | Sam Bird               | DS Virgin Racing               | 1:03.099 |          | 5    |
| 8                   | 28 | António Félix da Costa | MS Amlin Andretti              | 1:03.363 |          | 6    |
| 9                   | 7  | Jérôme d'Ambrosio      | Faraday Future Dragon Racing   | 1:03.366 |          | 19   |
| 10                  | 9  | Sébastien Buemi        | Renault e.Dams                 | 1:03.402 |          | 7    |
| 11                  | 19 | Felix Rosenqvist       | Mahindra Racing Formula E Team | 1:03.425 |          | 8    |
| 12                  | 4  | Stéphane Sarrazin      | Venturi Formula E Team         | 1:03.491 |          | 17   |
| 13                  | 33 | Esteban Gutiérrez      | Techeetah                      | 1:03.509 |          | 9    |
| 14                  | 47 | Adam Carroll           | Panasonic Jaguar Racing        | 1:03.553 |          | 10   |
| 15                  | 20 | Mitch Evans            | Panasonic Jaguar Racing        | 1:03.563 |          | 11   |
| 16                  | 8  | Nicolas Prost          | Renault e.Dams                 | 1:03.589 |          | 13   |
| 17                  | 27 | Robin Frijns           | MS Amlin Andretti              | 1:03.688 |          | 14   |
| 18                  | 11 | Lucas di Grassi        | ABT Schaeffler Audi Sport      | 1:03.690 |          | 15   |
| 19                  | 3  | Nelson Piquet jr.      | NextEV NIO                     | 1:04.082 |          | 16   |
| 110% tijd: 1:08.938 |    |                        |                                |          |          |      |
| 20                  | 6  | Loïc Duval             | Faraday Future Dragon Racing   | 1:11.575 |          | 20   |

## Race
| Pos | No | Coureur                | Team                           | Rondes | Tijd/Oorzaak uitval | Grid | Punten |
| --- | -- | ---------------------- | ------------------------------ | ------ | ------------------- | ---- | ------ |
| 1   | 11 | Lucas di Grassi        | ABT Schaeffler Audi Sport      | 45     | 56:27.335           | 15   | 25     |
| 2   | 25 | Jean-Éric Vergne       | Techeetah                      | 45     | +1.966              | 3    | 18     |
| 3   | 2  | Sam Bird               | DS Virgin Racing               | 45     | +7.480              | 5    | 15     |
| 4   | 20 | Mitch Evans            | Panasonic Jaguar Racing        | 45     | +9.770              | 11   | 12     |
| 5   | 8  | Nicolas Prost          | Renault e.Dams                 | 45     | +9.956              | 13   | 10     |
| 6   | 37 | José María López       | DS Virgin Racing               | 45     | +10.631             | 2    | 8      |
| 7   | 66 | Daniel Abt             | ABT Schaeffler Audi Sport      | 45     | +11.694             | 18   | 6      |
| 8   | 20 | Adam Carroll           | Panasonic Jaguar Racing        | 45     | +13.722             | 10   | 4      |
| 9   | 3  | Nelson Piquet jr.      | NextEV NIO                     | 45     | +14.156             | 16   | 2      |
| 10  | 33 | Esteban Gutiérrez      | Techeetah                      | 45     | +15.717             | 9    | 1      |
| 11  | 27 | Robin Frijns           | MS Amlin Andretti              | 45     | +21.459             | 14   |        |
| 12  | 23 | Nick Heidfeld          | Mahindra Racing Formula E Team | 45     | +27.232             | 4    |        |
| 13  | 9  | Sébastien Buemi        | Renault e.Dams                 | 45     | +1:01.365           | 7    | 1      |
| 14  | 7  | Jérôme d'Ambrosio      | Faraday Future Dragon Racing   | 45     | +1:09.646           | 19   |        |
| 15  | 4  | Stéphane Sarrazin      | Venturi Formula E Team         | 44     | +1 ronde            | 17   |        |
| 16  | 19 | Felix Rosenqvist       | Mahindra Racing Formula E Team | 43     | +2 ronden           | 8    |        |
| DNF | 5  | Maro Engel             | Venturi Formula E Team         | 38     | Batterij            | 12   |        |
| DNF | 28 | António Félix da Costa | MS Amlin Andretti              | 32     | Batterij            | 6    |        |
| DNF | 6  | Loïc Duval             | Faraday Future Dragon Racing   | 25     | Batterij            | 20   |        |
| DNF | 88 | Oliver Turvey          | NextEV NIO                     | 12     | Batterij            | 1    | 3      |

## Standen na de race

### Coureurs
| Positie | Rijder           | Team                      | Punten |
| ------- | ---------------- | ------------------------- | ------ |
| 1       | Sébastien Buemi  | Renault e.Dams            | 76     |
| 2       | Lucas di Grassi  | ABT Schaeffler Audi Sport | 71     |
| 3       | Nicolas Prost    | Renault e.Dams            | 46     |
| 4       | Jean-Éric Vergne | Techeetah                 | 40     |
| 5       | Sam Bird         | DS Virgin Racing          | 33     |

### Constructeurs
| Positie | Team                           | Punten |
| ------- | ------------------------------ | ------ |
| 1       | Renault e.Dams                 | 122    |
| 2       | ABT Schaeffler Audi Sport      | 91     |
| 3       | DS Virgin Racing               | 43     |
| 4       | Techeetah                      | 41     |
| 5       | Mahindra Racing Formula E Team | 37     |